# Stazione di Palau
La stazione di Palau è una stazione ferroviaria situata nel comune di Palau lungo la linea ferroviaria per Sassari, dal 1997 utilizzata esclusivamente nell'ambito del servizio Trenino Verde.
Ultimata negli anni trenta del Novecento la stazione, comunemente nota nel paese come di subra (di sopra) per distinguerla dal capolinea portuale di Palau Marina, (detto d'ignò, ovvero di sotto), è il maggiore scalo ferroviario dal punto di vista infrastrutturale presente nel centro gallurese ed uno dei più importanti dell'intera ferrovia.

## Storia

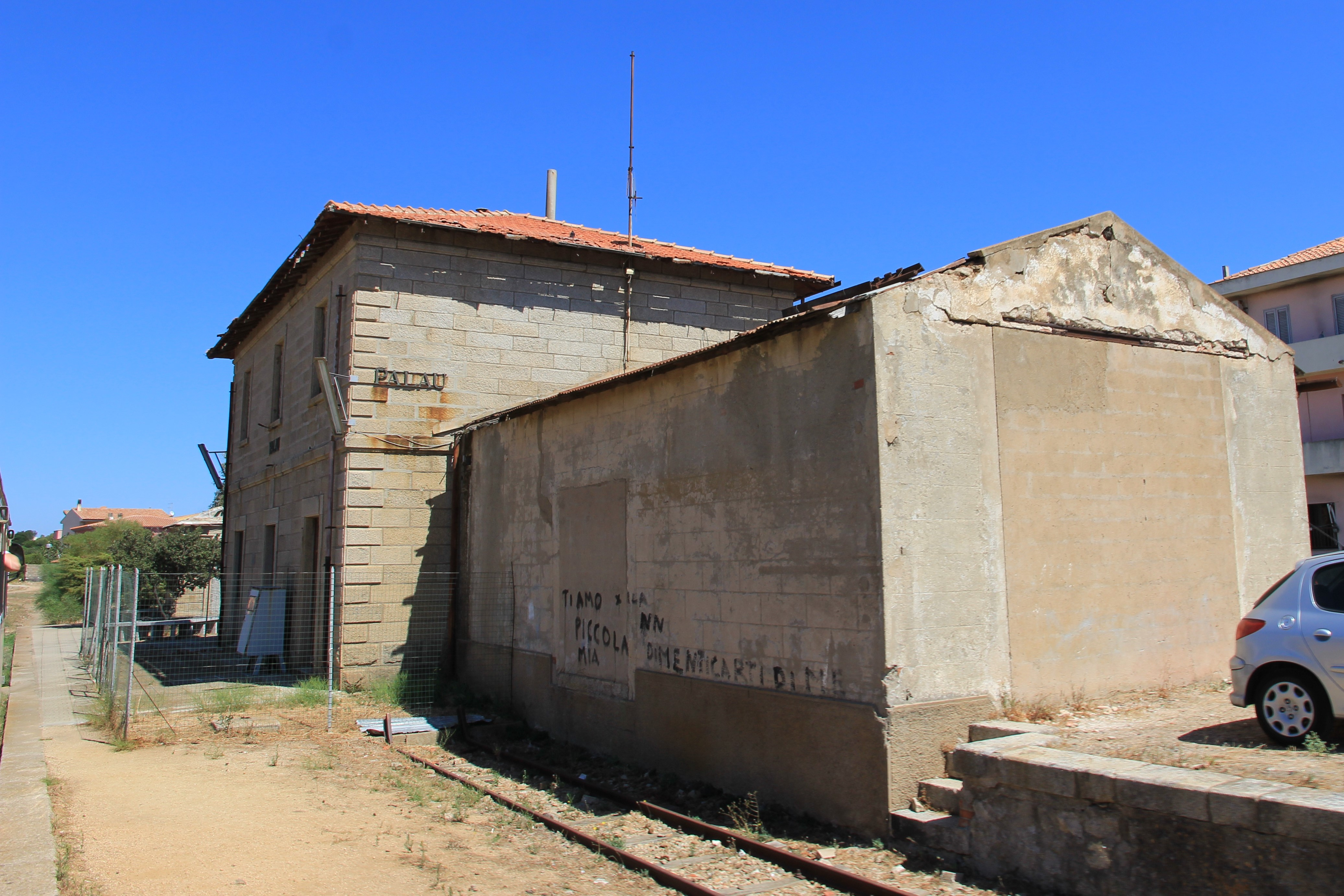
Il fabbricato viaggiatori: la stazione riceve esclusivamente treni turistici dal 1997

Le origini dello scalo coincidono con quelle del collegamento ferroviario a scartamento ridotto tra Sassari e la Gallura, realizzato a cavallo tra gli anni venti e gli anni trenta del Novecento. Nello specifico la stazione "centrale" di Palau, designata come la penultima della ferrovia, venne realizzata dalle Ferrovie Settentrionali Sarde ed inaugurata il 18 gennaio 1932, congiuntamente al tronco tra Luras e Palau della Sassari - Tempio - Palau. La stazione, passata poi con la linea sotto la gestione delle Strade Ferrate Sarde nel 1933 e delle Ferrovie della Sardegna nel 1989, fu per decenni interessata al quotidiano servizio di trasporto passeggeri e merci su rotaia, oltre ad essere impiegata per il ricovero dei rotabili nella locale rimessa locomotive.
A partire dal 16 giugno 1997 con la chiusura al traffico ordinario della ferrovia tra Nulvi e Palau, l'attività ferroviaria nello scalo venne estremamente ridotta e ristretta ad alcuni giorni alla settimana nel solo periodo estivo e in caso di convogli turistici organizzati fuori dal calendario del Trenino Verde. Dal 2010 l'infrastruttura è gestita direttamente dall'ARST, che già nel 2008 aveva preso il controllo delle Ferrovie della Sardegna con la società ARST Gestione FdS.

## Strutture e impianti

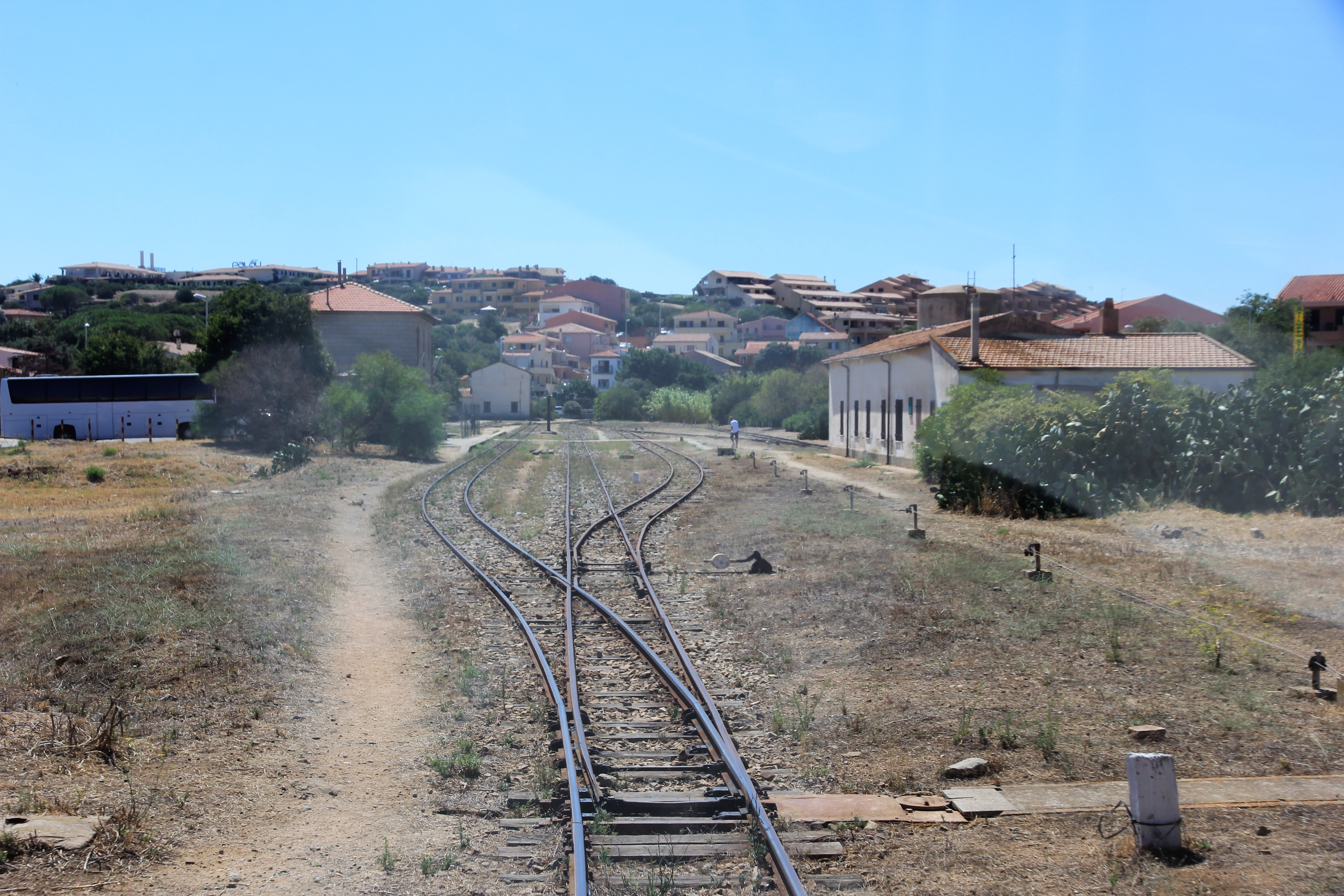
Il piazzale del ferro della stazione, con al centro il binario di corsa

La stazione di Palau è di tipo passante, ed è dotata di tre binari per la sosta dei treni (dei quali il due è binario di corsa), dei quali solo quello attiguo al fabbricato viaggiatori è servito da una banchina. Oltre a questi è presente un ulteriore binario, tronco ad entrambe le estremità, accessibile dal binario uno e che nel lato nord termina dinanzi all'ex magazzino merci. Dal binario tre si può invece accedere a un ulteriore binario, che permette l'utilizzo della piattaforma girevole della stazione e che termina tronco dinanzi a quello che in passato era il deposito locomotive.
Da segnalare che a meno di un chilometro di distanza dalla stazione in direzione Palau Marina è presente un'asta di manovra in cui avviene l'inversione di marcia dei convogli diretti o provenienti dalla fermata capolinea, operazione necessaria per superare la notevole pendenza.
Dal punto di vista degli edifici la stazione di Palau è dotata di un fabbricato viaggiatori a 3 vani e due piani, affiancato dai locali dell'ex magazzino merci sul lato sud, mentre un piccolo edificio ospita le ritirate sul lato nord della stazione. All'altro capo del piazzale binari è presente inoltre un edificio, in passato utilizzato come deposito locomotive e un serbatoio idrico a torre.

## Movimento

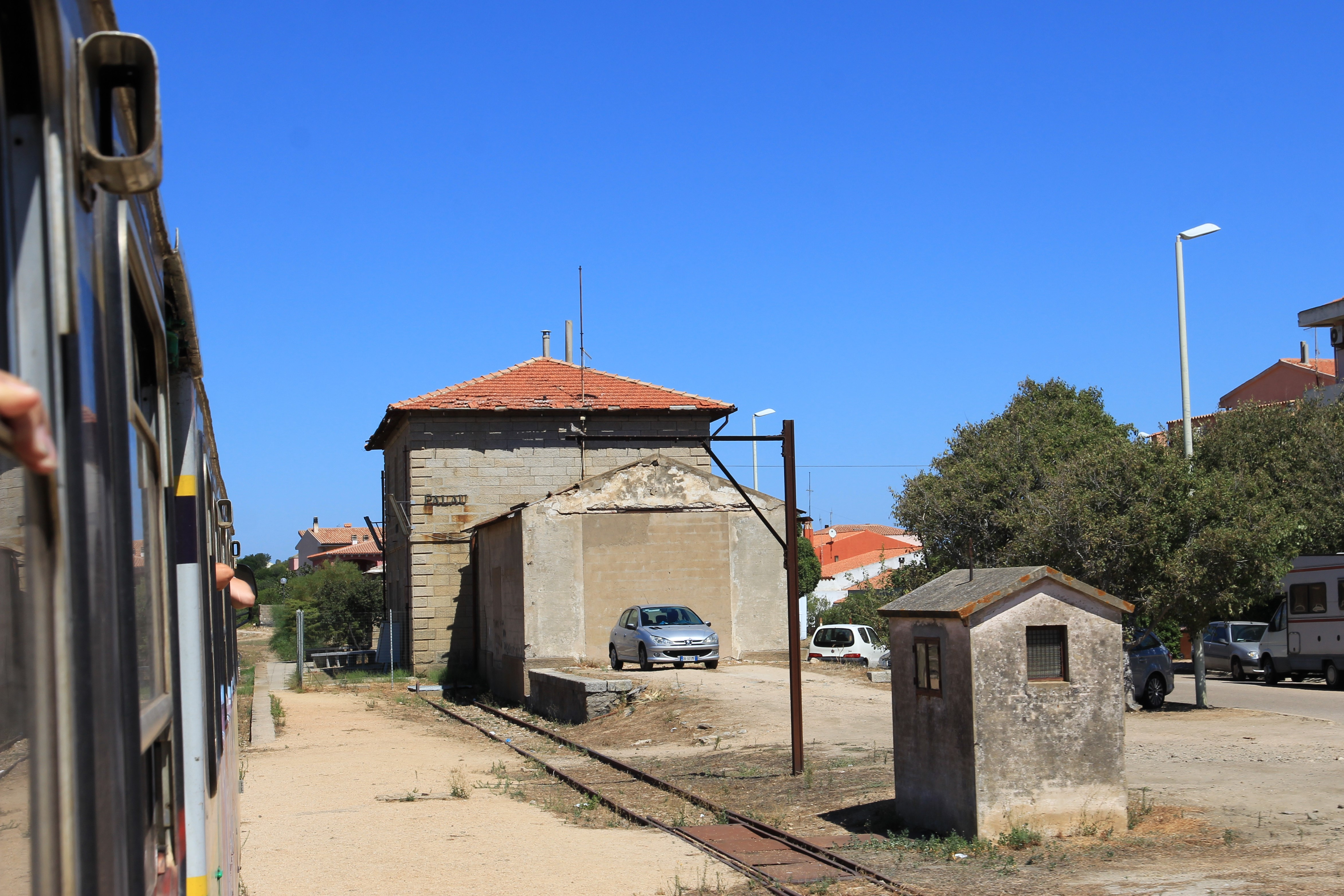
L'area dell'ex scalo merci dell'impianto, servizio che in passato interessò la stazione

La stazione dal 1997 è interessata esclusivamente dalle corse turistiche del Trenino Verde, i cui treni viaggiano secondo un calendario variabile annualmente nel periodo estivo, o su prenotazione di gruppi di turisti durante tutto l'anno. Con riferimento all'estate 2016 dal 16 giugno all'8 settembre lo scalo è raggiunto da una coppia di corse giornaliere dirette a Tempio Pausania e Palau Marina dal martedì al venerdì, oltre ad una corsa in direzione porto al martedì ed una verso Tempio al sabato. Il giovedì inoltre è effettuata una coppia di relazioni tra Sassari e Palau Marina avente come tappa intermedia la stazione di Palau.

## Servizi
La stazione è dotata di una sala d'attesa, sebbene non sia normalmente accessibile all'utenza. Presenti in passato nell'impianto anche delle ritirate e una biglietteria, successivamente dismesse.
- Sala d'attesa

## Interscambi
Nei pressi dell'impianto, in viale Razzoli, è presente una fermata delle autolinee interurbane dell'ARST, che collegano l'area con i due capoluoghi provinciali e con altri centri del circondario.
- Fermata autobus